# 丁孚
丁 孚（てい ふ、生没年不詳）は、中国三国時代の呉の歴史家。
後年に当たる孫皓の時代、華覈が薛瑩の放免を願い出る上疏の中にその名が見える。
それによると丁孚は孫権の末年、呉の太史令を務めていた。郎中の項峻と共に『呉書』の編纂を命じられたが、両名には史官としての天分はなく、その編纂した内容は記し留める価値もないものだったという。